# Nikola Ašćerić
Nikola Ašćerić (ur. 19 kwietnia 1991 w Belgradzie) – serbski piłkarz występujący na pozycji napastnika.

## Kariera piłkarska
Od 2009 roku występował w Radnički Belgrad, Slavii Sarajewo, SV Lackenbach, FK Zemun, FK Donji Srem, KS Kastrioti, Grbalj Radanovići, Radnički Nisz, Vojvodinie Nowy Sad, Tokushima Vortis i Valletta FC.